# آندروستندیول
آندروستندیول (به انگلیسی: Androstenediol)، ۵-آندروستندیول (به انگلیسی: 5-Androstenediol) یا دلتا۵-دیول (به انگلیسی: Δ 5 -diol))، یک اندوژن (درونزاد) ضعیف آندروژن و استروژن هورمون استروئیدی و متوسط در بیوسنتز از تستوسترون از آندروسترون (DHEA) و دارای تباین تنگاتنگ با آندروستندیون (androst-4-ene-3،17-dione) است.

## وظایف زیستی

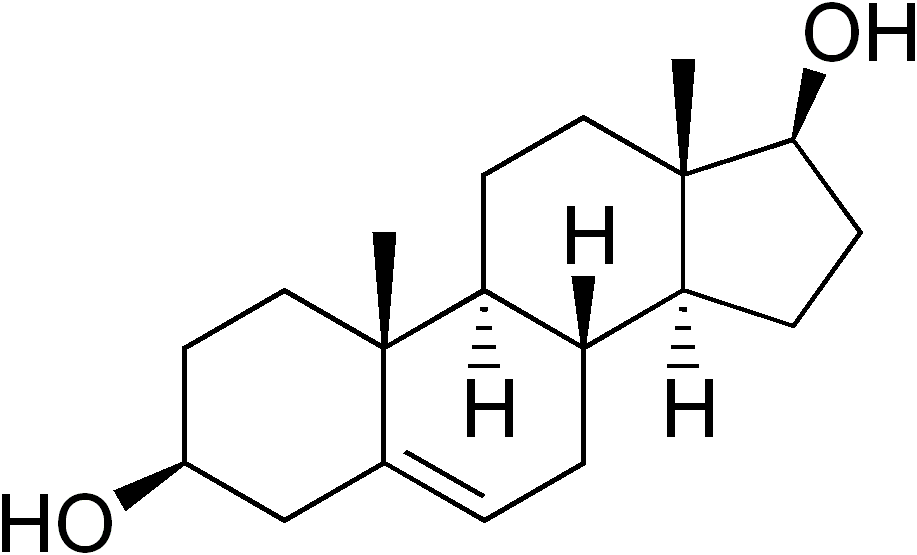
آندروستندیول

آندرواستنیدول متابولیت مستقیم فراوان‌ترین استروئید تولید شده توسط قشر آدرنال انسان، DHEA است. آندرواستندیول، در داخل بدن، تقریباً ۱٫۴٪ آندروژنی DHEA، ۰٫۵۴٪ آندروژنی آندرواستئین دیون، و ۰٫۲۱٪ آندروژنی تستوسترون دارد.
آندرواستندیول دارای فعالیت استروژنی قوی است، به‌طور مشابه به DHEA و ۳β-androstanediol. این ماده به ترتیب تقریباً ۶٪ و ۱۷٪ میل استرادیول در ERα و ERβ را نشان می‌دهد. اگر چه آندرواستندیول است میل به مراتب پایین‌تر برای اورژانس در مقایسه با عمده استروژن استرادیول، دستگاه گردش خون در حدود ۱۰۰ برابر غلظت‌های بالاتر، و به همین ترتیب تصور می‌شود که ممکن است نقش مهمی به عنوان یک استروژن در بدن ایفا کند.

## تصاویر

استروئیدوژنز، با آندرواستنیدیول در پایین سمت چپ.